# Prodigio (Ritchie Gilmore)
Prodigio (Ritchie Gilmore) es un personaje que aparece en los cómics de Marvel Comics.

## Historia de publicación
Prodigio apareció por primera vez en Slingers #0 (diciembre de 1998), creado por Joseph Harris y Adam Pollina.
Prodigio fue uno de los personajes que aparecieron en la serie limitada de seis números de 2011 Fear Itself: Youth in Revolt.

## Biografía del personaje ficticio
Ritchie Gilmore es un típico atleta, capitán de su equipo de lucha de la universidad, y uno de los chicos más populares de la escuela. Pero Ritchie quiere más de la vida; quiere ser más fuerte y más poderoso. La Maravilla Negra le da el traje Prodigio, y la oportunidad de ser algo mejor. El traje había sido imbuido con poder: le da a Ritchie fuerza sobrehumana, puede saltar tan lejos y alto que parece que está volando, y su capa incluso le permite planear. Maravilla Negra hace a Ritchie el líder de su nuevo equipo, los Slingers. Como Prodigio, Ritchie finalmente puede ser la persona que siempre quiso ser y descubre que disfruta de la vida de un superhéroe. Sin embargo, él es frío e insensible hacia sus compañeros, ni siquiera muestra preocupación cuando Dusk cae para morir, y ni siquiera se sorprendió cuando ella vuelve a la vida. Prodigio siente que no debería tener que ayudar a su equipo, y que tienen que aprender a manejar las cosas por sí mismos. Una vez, deja a los Slingers en un túnel colapsando, diciendo que si son verdaderos héroes, serían capaces de sobrevivir. Es igual de propenso a derrotar a sus amigos como a sus enemigos. Cuando siente que Ricochet desafía su autoridad, lo ataca, y solo previene que lo hiera gravemente la intervención de Hornet. Hornet también tiene que hacer estallar a Prodigio con su "aguijón" láser para que no mate a un miembro de la banda.
Prodigio se entera de que Maravilla Negra había hecho un trato con un demonio llamado Mefisto para darle su traje, y que el demonio había recogido el alma de su "mentor" como pago. Mientras que los otros tres miembros de su equipo van a salvar a Maravilla Negra, él les abandona. Pero cuando Ricochet se enfrenta a una ilusión de su madre muerta, Prodigio regresa a sacarlo de su trance. Prodigio admite que su corazón estaba lleno de odio, y deja que el odio se vaya, y ayuda a sus amigos a liberar el alma de Maravilla Negra. El equipo se separa, pero Prodigio se disculpa por sus acciones antes de irse, y le dice que necesita revisar a su abuela, ya que ella había desaparecido un buen tiempo.
Prodigio vuelve muy borracho de pie en una azotea y desafía abiertamente la Ley de Registro de Superhéroes durante la Guerra Civil. Iron Man pronto llega a la escena junto con agentes de S.H.I.E.L.D.. Prodigio declara a Iron Man un traidor y lo ataca. Prodigio es derrotado por Iron Man y aprehendido por agentes de S.H.I.E.L.D.. Prodigio tiene éxito, sin embargo, en enviar un mensaje a la gente del Universo Marvel. Este es considerado como el primer acto de guerra civil. Prodigio es mostrado más adelante, donde es uno de los presos encarcelados en la Prisión Alfa de la Zona Negativa; donde fue visto por Peter Parker (durante su gira con Iron Man) en lo que respecta a la situación de aquellos que se negaron a registrarse. Prodigio es uno de los héroes que es liberado de su celda cuando Hulkling, bajo el disfraz del Dr. Hank Pym, abre las celdas. Se une al lado del Capitán América para luchar contra Iron Man.
Prodigio después aparece como uno de los nuevos reclutas de la Iniciativa. Una de las estipulaciones de su liberación de la cárcel es que asume la responsabilidad por sus acciones borracheras contra Iron Man, luego parece apoyar plenamente la Iniciativa. Hank Pym le habla de su "problema" con la bebida, que Gilmore negó, sin embargo, una de las primeras cosas que hace es ir a comprar cerveza para el grupo, a pesar de que no permite beber al menor de edad Batwing.
Prodigio es uno de los muchos héroes que combate a los ntesarrasa Skrulls potenciados en Times Square. Después de la invasión, Prodigio es colocado en un período de prueba, en lugar de ser asignado a un equipo de la Iniciativa.
Después de acordar trabajar para Norman Osborn como es visto en Dark Reign, Prodigio es colocado en los Pesos Pesados. Sin embargo, con el tiempo se desilusiona con la reorganización de la Iniciativa bajo Osborn, que había puesto criminales en los equipos de la Iniciativa y públicamente separó su equipo de la Iniciativa. Espera por la evaluación de Osborn al descubierto, con la intención de que la pelea sea captada en cámara. Fuerza de la Naturaleza lo ataca, y pronto fue unido por los U-Foes, Fuerza de la Libertad, miembros de la Iniciativa Sombra, y algunos miembros del ejército de Hood. Justicia se ofrece a ayudar, pero Prodigio quiere hacer esto solo. Entonces se confabula con los miembros de la Iniciativa, mientras que sus compañeros de equipo Telemetria y Nonstop suben imágenes del combate a YouTube. Prodigio fue encerrado en la Prisión 42. Norman Osborn insistió en que lo trataran bien para que el público finalmente se olvidar de él. Después de que Osborn es eliminado del poder tras el Sitio de Asgard, Prodigio es liberado y honrado por su resistencia contra Norman Osborn. Se ha unido al circuito orador motivacional, pero también está tratando de reunir la lista dividida de los Slingers de siempre.
Durante Fear Itself, él tiene un trabajo de oficina. Entonces el Capitán Steve Rogers hace que Ritchie Gilmore / Prodigio se uniera a una nueva encarnación de la Iniciativa Vengadores. Al final de la historia recibe una promoción, solo para descubrir que su "promoción" es el arreglo del Almacenaje.
Prodigio después aparece entre los héroes del lado de Jeremy Briggs.

## Poderes y habilidades
El traje de Prodigio está místicamente infundido con poder, dándole vasta fuerza sobrehumana,, velocidad y resistencia. Puede saltar distancias increíbles y cuando salta, parece que está volando. Su traje dorado es completamente a prueba de balas, y puede soportar la mayoría de ataques físicos. Su capa funciona como un ala delta, y le permite planear por las corrientes de aire.
Prodigio es también experto en las habilidades de lucha colegial. Él es el capitán del equipo de lucha libre en el Empire State. A menudo utiliza estas técnicas de ataque cuando pelea. Recientemente Prodigio ha estado utilizando movimientos de sumisión también, que puede deberse a la tendencia reciente de los luchadores universitarios que compiten en artes marciales mixtas.

## En otros medios

### Videojuegos
- Prodigio aparece en Spider-Man 2: Enter Electro como un disfraz alternativo. Duplica el daño dado y permite al jugador saltar más y balancearse más lejos.
- Prodigio aparece en Marvel: Ultimate Alliance 2, con la voz de Robert Tinkler. Él aparece como un jefe para el lado Pro-Registro y lucha contra ellos en los tejados de Nueva York.
- Prodigio aparece como un traje de contenido descargable en Spider-Man: Edge of Time.[14][15]